# Batalla de Amgala (1989)
La batalla de Amgala de 1989 tuvo lugar el 8 de noviembre de 1989, cuando dos columnas mecanizadas del  Polisario lanzaron un ataque masivo contra las tropas marroquíes en la región de Amgala, logrando cruzar el muro marroquí y avanzar veinte kilómetros en dirección a Esmara, para finalmente retirarse antes de la represalia marroquí a sus posiciones en la región de la Zona Libre.
Fue la última operación militar de la guerra del Sahara Occidental hasta la  Operación Cascabel en 1991.